# Баба (Србија)
Баба је планина у Централној Србији, источно од града Параћина, а висине је 657 метара.
На северном ободу планине налази се православни манастир Лешје из 14. века.
Земљиште око Бабе прилично је брежуљкасто на североистоку, али на југозападу је равно.Највиша тачка у том подручју је Јанков Врх, 793 метра надморске висине, 6,2 км источно од Бабе.Око Бабе има око 104 људи на квадратни километар релативно ретко насељено.Најближи већи град је Ћуприја, 17,8 км северозападно од Бабе. Простор око Бабе је готово у потпуности прекривен цветном шумом.У региону око Бабе, камене формације су изузетно честе.Клима је влажна и суптропска.Просечна температура је 11°C. Најтоплији месец је јул, на 22°C, а најхладнији децембар, на -2°C.Просечна количина падавина је 1.033 милиметара годишње. Највлажнији је месец мај са кише од 159 милиметара, а највлажнији август са 32 милиметра.
| Ј                                     | Ф       | М       | А        | М         | Ј        | Ј        | А        | С        | О       | Н      | Д        |
| 102 1 −5                              | 88 4 −2 | 70 11 2 | 125 16 6 | 159 20 12 | 74 22 17 | 83 26 18 | 32 25 18 | 83 21 13 | 67 16 9 | 60 9 4 | 91 −1 −4 |
| Просечне макс. и мин. температуре у ° |         |         |          |           |          |          |          |          |         |        |          |
| Укупне падавине у                     |         |         |          |           |          |          |          |          |         |        |          |

| Империјална конверзија                | Империјална конверзија | Империјална конверзија | Империјална конверзија | Империјална конверзија | Империјална конверзија | Империјална конверзија | Империјална конверзија | Империјална конверзија | Империјална конверзија | Империјална конверзија | Империјална конверзија |
| ------------------------------------- | ---------------------- | ---------------------- | ---------------------- | ---------------------- | ---------------------- | ---------------------- | ---------------------- | ---------------------- | ---------------------- | ---------------------- | ---------------------- |
| Ј                                     | Ф                      | М                      | А                      | М                      | Ј                      | Ј                      | А                      | С                      | О                      | Н                      | Д                      |
| 4 34 23                               | 3,5 39 28              | 2,8 52 36              | 4,9 61 43              | 6,3 68 54              | 2,9 72 63              | 3,3 79 64              | 1,3 77 64              | 3,3 70 55              | 2,6 61 48              | 2,4 48 39              | 3,6 30 25              |
| Просечне макс. и мин. температуре у ° |                        |                        |                        |                        |                        |                        |                        |                        |                        |                        |                        |
| Укупне падавине у инчима              |                        |                        |                        |                        |                        |                        |                        |                        |                        |                        |                        |

| Ј                                     | Ф       | М       | А        | М         | Ј        | Ј        | А        | С        | О       | Н      | Д        |
| 102 1 −5                              | 88 4 −2 | 70 11 2 | 125 16 6 | 159 20 12 | 74 22 17 | 83 26 18 | 32 25 18 | 83 21 13 | 67 16 9 | 60 9 4 | 91 −1 −4 |
| Просечне макс. и мин. температуре у ° |         |         |          |           |          |          |          |          |         |        |          |
| Укупне падавине у                     |         |         |          |           |          |          |          |          |         |        |          |

| Империјална конверзија                | Империјална конверзија | Империјална конверзија | Империјална конверзија | Империјална конверзија | Империјална конверзија | Империјална конверзија | Империјална конверзија | Империјална конверзија | Империјална конверзија | Империјална конверзија | Империјална конверзија |
| ------------------------------------- | ---------------------- | ---------------------- | ---------------------- | ---------------------- | ---------------------- | ---------------------- | ---------------------- | ---------------------- | ---------------------- | ---------------------- | ---------------------- |
| Ј                                     | Ф                      | М                      | А                      | М                      | Ј                      | Ј                      | А                      | С                      | О                      | Н                      | Д                      |
| 4 34 23                               | 3,5 39 28              | 2,8 52 36              | 4,9 61 43              | 6,3 68 54              | 2,9 72 63              | 3,3 79 64              | 1,3 77 64              | 3,3 70 55              | 2,6 61 48              | 2,4 48 39              | 3,6 30 25              |
| Просечне макс. и мин. температуре у ° |                        |                        |                        |                        |                        |                        |                        |                        |                        |                        |                        |
| Укупне падавине у инчима              |                        |                        |                        |                        |                        |                        |                        |                        |                        |                        |                        |

## Легенда о имену
Свађали се муж и жена, баба и деда, по чијем ће имену ова кршна планина добити име. Када видоше да се не могу договорити, одлучише да пуцају једно на друго из топа и то прво деда на бабу, па ако је убије да планина носи назив Деда. Деда је испалио из топа али је промашио бабу и сада је био њен ред да пуца. Баба је погодила деду и због тога је планина добила име по њој, односно име Баба. По народном предању преко пута ове планине налази се једно велико брдо, које се звало Деда.